# Ivösjön-Oppmannasjön
Ivösjön-Oppmannasjön este o arie protejată (arie specială de conservare — SAC, sit de importanță comunitară — SCI) din Suedia întinsă pe o suprafață de 6.159,2 ha, integral pe uscat.

## Localizare
Centrul sitului Ivösjön-Oppmannasjön este situat la coordonatele 56°06′18″N 14°24′32″E / 56.1049°N 14.4089°E.

## Înființare
Situl Ivösjön-Oppmannasjön a fost declarat sit de importanță comunitară în noiembrie 2003 pentru a proteja 1 specie de animale. Situl a fost protejat și ca arie specială de conservare în martie 2011.

## Biodiversitate
Situată în ecoregiunea continentală, aria protejată conține 1 habitat natural: Ape stătătoare oligotrofe până la mezotrofe, cu vegetație de Littorelletea uniflorae și/sau de Isoëto-Nanojuncetea.
La baza desemnării sitului se află o specie protejată de  pești: zvârluga (Cobitis taenia).